# بیاروزا
بیاروزا (به لاتین: Byaroza) یک منطقهٔ مسکونی در بلاروس است که در منطقه بریست واقع شده‌است. بیاروزا ۱۵۰ کیلومتر مربع مساحت و ۳۰٬۱۷۱ نفر جمعیت دارد.